# Eutima ostrearum
Eutima ostrearum är en nässeldjursart som beskrevs av Karl R. Mattox och Crowell 1951. Eutima ostrearum ingår i släktet Eutima och familjen Eirenidae. Inga underarter finns listade i Catalogue of Life.